# هیدی وارادی
هیدی وارادی (مجاری: Hédi Váradi؛ ‏ ۲۲ سپتامبر ۱۹۲۹ – ۱۱ آوریل ۱۹۸۷) بازیگر اهل مجارستان بود.
از فیلم‌ها یا مجموعه‌های تلویزیونی که وی در آن‌ها نقش داشته‌است، می‌توان به تیلز، بلای جان گربه‌ها اشاره نمود.
وی همچنین برندهٔ جوایزی همچون جایزه کشوت شده‌است.